# Claudia Faci
Claudia Faci (Lilla, 9 de març de 1966) és ballarina, coreògrafa, actriu, docent i autora independent espanyola.

## Biografia
És filla de Lola de Ávila i neta María de Ávila. Va néixer en el si d'una família de ballarines de les quals va heretar -explica- una manera d'estar en el món i relacionar-se amb la societat.
És titulada en dansa pel Reial Conservatori de Dansa. Com a coreògrafa va estrenar les seves dues primeres obres en 1989 Si supieras i La noche, al Teatro Español de Madrid. En els anys 90, va obtenir una beca per a realitzar estudis de postgrau a Londres i més tard, es va formar com a actriu en l'Estudi Internacional de l'Actor Juan Carlos Corazza després que li oferissin fer teatre.
En 2006, va estrenar Nur Für Dich al festival Madrid en Dansa, sota l'heterònim Klara von Himmer. A partir de llavors va enfocar el seu treball en la creació com a autora en l'obra de la qual conflueixen una peculiar visió de les arts escèniques que es nodreix de la seva experiència en la dansa, el teatre, la performance i la literatura.
M'han ensenyat des del bressol com funciona el dispositiu de la dansa teatral i el conèixer tan bé les regles des de la base m'ha permès manipular-les, eventualment alterar-les o forçar els límits. Això ho dec al fet que he begut d'unes fonts molt profundes i antigues de la dansa, explica el 2012.
Va començar a escriure, assenyala "per absoluta desesperació". He tingut una gran relació amb l'obra de Chantal Maillard, fins i tot personalment amb ella. La primera obra que vaig escriure va ser per ella. Després he llegit als postestructuralistes, com una altra molta gent.
Entre 2008 i 2018 va produir i presentar: Agnès; Le spectre de la rose, al costat de Jaime Conde-Salazar; A.n.a, coproduîda pel Festival Internacional Escena Contemporánea (Madrid); Qué sería de mi en una noche como esta si no fuera por ti, coproduïda per La Noche en Blanco, Madrid; Trilogía del Desastre: PLOT - Esto es lo que hay - You name it; Einfach so - La Pastoral; Construyo sobre el olvido; Valientes, en col·laboració amb el col·lectiu Terrorismo de Autor i Estoy pensando en tortugas, sota l'auspici de Naves Matadero – Centro Internacional de Artes Vivas.
El 2017 i 2018 respectivament, va participar com a actriu en dues produccions del CDN: Bodas de sangre, de F.G. Lorca, sota la direcció de Pablo Messiez, i Un idioma propio, de Minke Wang, dirigida per Víctor Velasco.
El 2015 desenvolupar el taller "Vida laboral", un treball de reflexió col·lectiu sobre els oficis a través de l'experiència d'un grup d'homes adults retirats a La Casa Encendida.
També ha estat artista resident al Teatro Pradillo (Madrid) y en Naves Matadero, desarrollando la creación Estoy pensando en tortugas (2018).

## Teatre
- Valientes, de Terrorismo de Autor y Claudia Faci
- A-creedores, basada en Acreedores de A. Strindberg – Versió i direcció, Claudia Faci[9]
- Mayo siglo XXI, de F. Renjifo
- Construyo sobre el olvido, de Claudia Faci[5]
- Agnès, de Claudia Faci
- In the still of the night. Dir. Mario Gas
- Territorio Sad y K, de Paloma Calle
- F.F.S.S. de Mateo Feijoo
- Mamaíta no soy mala, de Mateo Feijoo
- El Romancero Gitano, de F.G. Lorca - Dir. Paco Suárez
- Las Condenadas, de A. Lidell - Dir. Mateo Feijoo
- Los viejos no deben enamorarse, de A. Castelao - Dir. Manuel Guede
- Ala Marlon, de Maite Dono. Dir. Mateo Feijoo
- Las voces de Penélope, de Itziar Pascual - Dir. Charo Amador
- 55 Lenisteph, de Francisco Pascual - Dir. Víctor Velasco
- La mirada, de Yolanda Pallín - Dir. Natalia Menéndez
- Ricardo II, de W. Shakespeare - Dir. Adrián Daumas
- Fuga, de Itziar Pascual – Dir. Guillermo Womutt
- Almada, de Eva Hibernia
- La función Delta, de R. Montero – Dir. Raquel Toledo
- Ligazón, de Valle Inclán – Dir. Raquel Toledo
- Inloca
- El diablo en la playa - Dir Ana Vallés[10]
- Estoy pensando en tortugas (2018)[2]

## Cinema
- Pan de limón con semillas de amapola com a Catalina. Dirigida por Benito Zambrano
- Mientras haya luz
- Marina, Unplugged, premi a la millor actriu a la XXXVIII edició de la Mostra de València.[11]

## Televisió
- Hospital Central com a Cristina Méndez (2007)[12]
- Mujeres com a Maca 2006[13]
- Al filo de la ley com a Elsa 2006